# Hymenophyllum wilsonii
Hymenophyllum wilsonii — багаторічна кореневищна невелика літофітна вологолюбна трав'яниста рослина родини Hymenophyllaceae. Видова назва wilsonii є даниною британському спеціалісту по мохам, Вільяму Вілсону (англ. William Wilson, 1799—1871).

## Опис
Плоскі прості листки перисті. Лопаті від ланцетоподібної до еліптичної форми, товщиною лише в один шар клітин, від зеленого до коричневого кольору. Листя (включаючи черешок) 3–10 (20) см. Спори 60-75 мкм в поперечнику. Хромосом: 2n = 36.

## Поширення
Росте на північному заході Європи (у тому числі Британські, Фарерські острови та Ісландія), а також в архіпелазі Макаронезії. Часто зростає в колонії на затінених, силікатних породах, часто в ярах біля водоспадів.

## Галерея

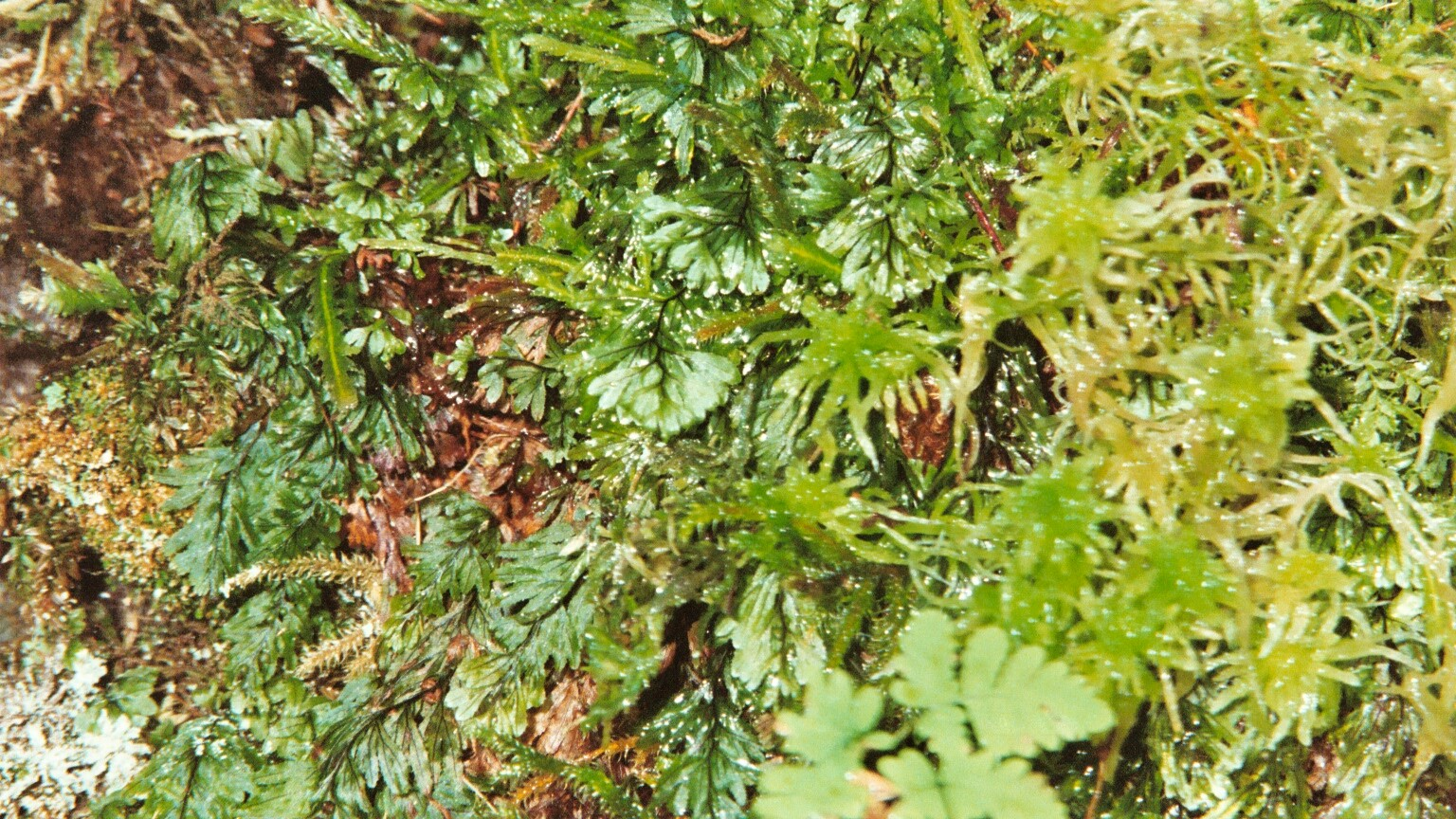
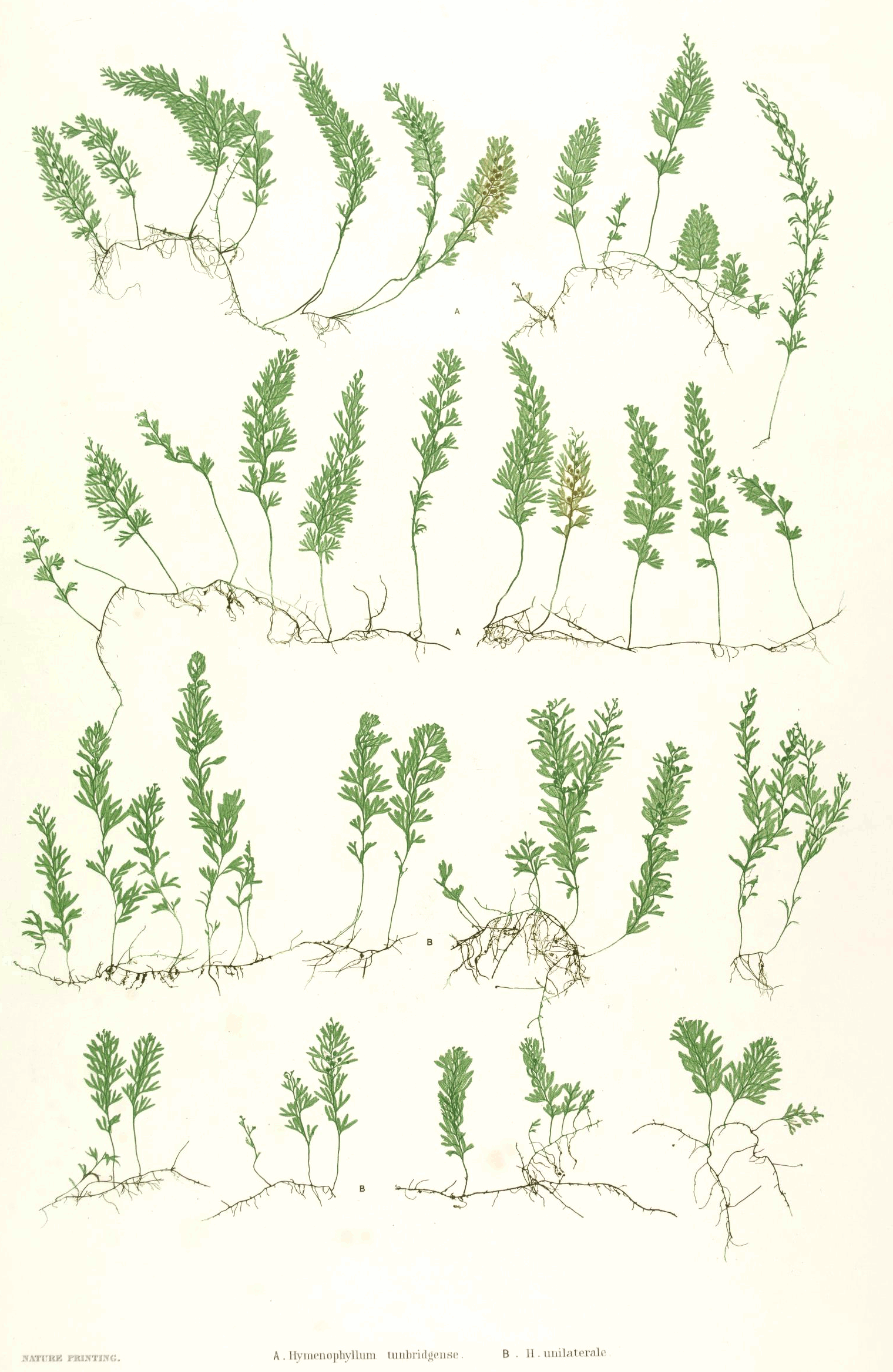